# Contea di Socorro
La contea di Socorro, in inglese Socorro County, è una contea dello stato del Nuovo Messico, negli Stati Uniti. La popolazione al censimento del 2000 era di 18 078 abitanti. Il capoluogo di contea è Socorro.

## Geografia
La contea si trova nel centro dello Stato. Il Rio Grande scorre verso sud nella contea. A est del fiume si trovano i monti Los Pinos, il deserto Jornada del Muerto e la sierra Oscura. A ovest del fiume si estendono i monti Ladron, Bear, Gallinas, Magdalena e San Mateo.
Tra le aree nazionali protette, la contea ospita parte del Camino Real de Tierra Adentro e il Salinas Pueblo Missions National Monument. Parte del territorio appartiene alla Nazione Navajo.
Nella contea si trova il Very Large Array, parte del National Radio Astronomy Observatory.

### Contee confinanti
- Contea di Valencia - nord
- Contea di Torrance - nord-est
- Contea di Lincoln - est
- Contra di Sierra - sud
- Contea di Catron - ovest
- Contea di Cibola - nord-ovest

## Storia
Quando arrivarono i primi coloni spagnoli, c'erano già pueblo lungo il Rio Grande. La contea fu creata dal Messico nel 1844 e fu istituita dagli Stati Uniti nel 1850. La prima detonazione di un'arma nucleare, Trinity, avvenne nella contea nel 1945 nel deserto Jornada del Muerto.

## Comuni
Nella contea si trovano una city, Socorro, e un village, Magdalena.

### Census-designated places
- Abeytas
- Alamillo
- Alamo
- Chamizal
- Escondida
- La Joya
- Las Nutrias
- Lemitar
- Luis Lopez
- Polvadera
- San Acacia
- San Antonio
- San Antonito
- Veguita